# 第一遣外艦隊
第一遣外艦隊（だいいちけんがいかんたい）は、旧日本海軍の部隊の一つ。前身は1917年12月に新設された第7戦隊。1918年2月に独立し遣支艦隊となり、さらに1919年8月第一遣外艦隊に改編された。上海に駐留し、主に揚子江流域の警備を担当した。
1932年の第一次上海事変を契機に、中国方面への警備強化が急務となり、日本海軍は第一・第二遣外艦隊（1927年編成、主に青島周辺の警備を担当）に増援部隊を派遣し、これらの部隊を統括する第三艦隊が新たに編成された。2個遣外艦隊は翌年まで戦隊への組み換えを行わなかったため、第三艦隊の中に2個艦隊が存在する状態が約1年3ヶ月続いた。1933年5月に第一・第二遣外艦隊をそれぞれ第11・第10戦隊に組み替えて、通常の艦隊編制となった。

## 編制

### 1920年12月1日
- 千歳・宇治・嵯峨・鳥羽・伏見・隅田

### 1922年12月1日
- 對馬・安宅・嵯峨・鳥羽・伏見・隅田

### 1925年
- 對馬・保津・伏見・勢多・堅田・安宅・鳥羽・嵯峨・隅田・比良

### 1927年12月1日
- 矢矧・利根・安宅・伏見・隅田・嵯峨・勢多・堅田・比良・保津・鳥羽・第24駆逐隊（桃・柳・樫・椿）・浦風

（第三艦隊編成時、1932年2月2日）
- 平戸・天龍・常磐・對馬・安宅・宇治・伏見・隅田・勢多・堅田・比良・保津・鳥羽・熱海・二見・第13・第24駆逐隊・浦風・小鷹

## 歴代司令官
- 山岡豊一少将：1919年8月9日 -（遣支艦隊司令官より留任）
- 吉田増次郎少将：1919年11月8日 -
- 小林研蔵少将：1922年5月1日 -
- 野村吉三郎少将：1923年9月15日 -
- 永野修身少将：1925年4月20日 -
- 荒城二郎少将：1925年8月20日 -
- 宇川済少将：1927年12月1日 -
- 米内光政少将：1928年12月10日 -
- 塩沢幸一少将：1930年12月1日 -
- 坂野常善少将：1932年6月6日 - 1933年5月20日